# Витт, Юрий
Юрий Витт / Jurij Witt (р.4 марта 1980) — узбекистанский борец греко-римского стиля, призёр чемпионатов Азии.
Родился в 1980 году в Ташкенте. Бронзовый призёр Кубка Мира ( 1997 год ) Тегеран. В 1999 году завоевал золотую медаль Центральноазиатских игр и серебряную медаль чемпионата Азии. В 2000 году стал бронзовым призёром чемпионата Азии в Сеуле, а на Олимпийских играх в Сиднее был 10-м. Чемпион Мира среди молодёжи ( 1998 год ) Каир. Бронзовый призёр чемпионатов Мира среди молодёжи ( 1999, 2000 годов ) Бухарест, Нант. Бронзовый призёр чемпионата Азии среди молодёжи ( 1998 год ) Алма-Ата.